# Faulgraben (Main)
Der Faulgraben ist ein gut eineinhalb Kilometer langer Bach am Rande des Naturparks Spessart im unterfränkischen Landkreis Main-Spessart, der aus östlicher Richtung kommend von links in den Main mündet.

## Verlauf
Der Faulgraben entsteht auf der Fränkischen Platte knapp einen Kilometer östlich von Lohr am Main-Pflochsbach  aus zwei Quellbächen. Der längere und südliche Quellast entspringt auf einer Höhe von etwa 291 m ü. NN im Forstgewann Hässli im Laubwald. Das Bächlein fließt zunächst gut zweihundert Meter in nördlicher Richtung und vereinigt sich dann mit dem zweiten, 10 Meter tiefer entspringenden Quellast.
Der vereinigte Bach zieht nun in westlicher Richtung durch ein enges bewaldetes Tal. Bevor er den Ortsrand von Pflochsbach erreicht, verschwindet der Bach für etwa dreihundert Meter in den Untergrund und taucht erst südlich der 1664 errichteten St Jakobuskirche wieder auf, nachdem er die Pflochsbacher Straße gequert hat. Neben der St.-Jakobus-Straße einher läuft er noch gut hundertdreißig Meter durch die Ortschaft und mündet schließlich etwa hundert Meter westlich des Ortsrandes von Pflochsbach auf einer Höhe von etwa 147,3 m ü. NN  bei den Jakobuswiesen von links in den von Norden kommenden Main.